# ワガママだけど愛しくて
『ワガママだけど愛しくて』（ワガママだけどいとしくて）は、樹要のBL漫画作品。

## 作品概要
- 季刊誌「CIELTresTres」にて2003年春号～2007年冬号まで連載していた。単行本は角川書店から全5巻（AsukaコミックスDX）発売済みで、ドラマCD化もされている。
- 「男らしい攻め」が多いボーイズラブの世界には珍しい、“乙女攻め”という謳い文句を掲げた作品。
- ドラマCD化（ムービックから発売）は、現在は3枚（内容は原作1巻～4巻途中まで）まで発売中。
- 掲載誌の2006年度発刊誌の表紙を担当した。
- イラストやデザインなどでりんごが多く使用されている。作中にも奈津の好物の一つにアップルパイという設定がある。
- 本誌での連載は終了したが、原作者によると、同人誌にて再び描く可能性はある模様（実際、連載終了してからも製作されている）。

## あらすじ
主人公安達秀治は、高校一年生。隣に住む幼馴染の高見奈津は顔も頭も良いが、あらゆる意味で不器用で、生活力に欠けている。自分に対してだけは甘えてくる奈津の面倒を見てきた秀治だが、このままではいけないと距離をとろうとした途端、奈津からキスされてしまう。
暴走系乙女攻（高見奈津）×しっかり者の苦労性受（安達秀治）のラブラブコメディ。

## 登場人物
安達秀治（あだち しゅうじ）
声 - 下野紘
高校生。マンションに両親や弟と4人暮らし。親が共働きのために家事が得意で、パタンナーの母親の手伝い等もしているしっかり者。料亭（午後出勤）で働く奈津の母親に代わり、自分で起きられない等、頼りなさを見せる奈津の世話をする。面倒見が良い。
奈津の顔が好きらしい。奈津には甘いが、ときには奈津を戒める「お仕置き」もする（スペシャル・MAX、などのバリエーションもある模様）。中学時代は家庭以外の周囲からも、「奈津を操れる唯一の存在」と認識されていたらしく、ナツが劇でオーロラ姫を演じる際、相手役の王子に抜擢されている。
高見奈津（たかみ なつ）
声 - 福山潤
高校生。秀治の隣に住む幼馴染で、同い年。母親と二人暮し。好物はアップルパイ。長身かつ、女顔をしたイケメン。頭も頗る良いのだが、手先や人間関係はかなりの不器用である。秀治以外の人間には無関心な様子。小学5年生の時にマンションの隣に引っ越し、しかも当初は無表情だった。独占欲が強く、ナイーブで秀治に関することでよく不安に陥る。
植物が好きで生物工学を専攻する為、秀治と別の進学校に通う。普段はぼーっとしたり、秀治に甘えるなどしているが、濡れ場や秀治の危機には男らしさを発揮する。中学時代に「眠れる森の美女」のオーロラ姫役を演じ、劇の途中で眠ってしまった際の愛らしさから、以後伝説として語り継がれている。
安達侑治（あだち ゆうじ）
声 - 野島健児
秀治より1歳下の弟。彼女持ち。二人が恋人になる前から、奈津の想いには気づいていた模様。少々ブラコンである。奈津には厳しく当たっていたが、奈津に受験勉強を見てもらう機会などを経て、段々と奈津に理解を示している。二人に対し、思わず世話を焼くこともある。
秋吉征二（あきよし せいじ）
声 - 伊藤健太郎 /少年：釘宮理恵
秀治の同級生。両親は他界し、年の離れた兄と二人暮し。兄が営む中国茶カフェを手伝っている。学校での昼食は主にパン。秀治程世話焼きではないけれど、しっかり者。
高1の夏休みに文化祭の準備で登校した秀治を気にして、学校までやってきた奈津に、秀治との仲の良さを勘繰られている。秀治に対しては、面倒見の良かった昔の兄の面影を感じている模様。幼い頃、自分が兄の負担になっていると思い、そんな自分が嫌で、しっかりしなくては、と思って生きてきた。昔は兄を純粋に慕っていたが、オーロラ姫を演じていた奈津を一史が追いかけ始めてから多少印象が変わったらしい。少々計算高い。
秋吉一史（あきよし かずふみ）
声 - 千葉進歩
征二の兄。両親の離婚後、自分は父、征二は母と暮らしていた。父が死に、やがて母も過労死した後、大学生の身分で征二を引き取り、バイトに明け暮れる。やがて会社員となった後、中国茶カフェの店を出す。会社員の頃の髪型はショートで、店を経営し始めてから髪を伸ばし出した様子。カフェの店員の一人が店に張らせてほしいと持ってきた、オーロラ姫のポスターをきっかけとして、劇を見に行き、奈津のプチストーカーと化す。バイト中に奈津を襲いかけたことがある。
昔は弟を何より大切にしていた。時折、強情に甘えようとしない弟をいさめている。自室にはオーロラや白雪姫の格好の奈津のポスターが張られている。
小野千冬（おの ちふゆ）
奈津の同級生かつ友人。両親は共働きで家を空けていることが多い模様。実質一人暮らしのようなもので、家事もできる。秀治と似た雰囲気を持つが、秀治よりも淡々としていて冷静。奈津を想うが故の嫉妬心からか、秀治を挑発するような言動にも出る。
秀治のことで今までにないくらい心を乱した奈津に、少し距離を空けては、と提案し家に呼ぶ。最終的には、奈津を諦めた様子。それから6年後、母校の高校に教育実習生として訪れ、春水に出会う。
高見春水（たかみ はるみ）
声 - 折笠愛
奈津の従弟で、彼にそっくり。秀治より5歳下。子悪魔な性格だが、しっかりしていて常識的。秀治が初恋の相手であり、小学校5年生の時、父親の誕生日に手料理をご馳走したい（＝秀治に料理を教わりたい）という名目で奈津の家に泊まりにきた際、自分と二人きりの時も奈津のことばかりを話す秀治を見て、失恋する。
6年後。奈津と同じ高校に入学した一年後、いまだ秀治のことが忘れられずにいる時、小野に出会う。彼もまた奈津に恋をしていたということを知り、自身の初恋リベンジとして小野を利用する。両親・妹と4人暮らし（作中に出ることはないが、父・妹とも顔はそっくりらしい）。

## 原作
コミックス
- 第1巻 ISBN 978-4-04-853701-8（2003年12月1日）
- 第2巻 ISBN 978-4-04-853798-8（2004年12月1日）
- 第3巻 ISBN 978-4-04-853923-4（2005年12月1日）
- 第4巻 ISBN 978-4-04-854092-6（2007年5月1日）
- 第5巻 ISBN 978-4-04-854188-6（2008年5月1日）

応募者全員サービス小冊子
- Special Mix ウインター★フィーバー2003‐04 （CL‐DX 冬のフェア 全員サービス）
- ワガママだけど愛しくて 秋吉家 裏事情

雑誌付録
- ワガママ乙女手帳（2006年夏号付録）

コミックスはアニメイト・とらのあなにて各々違った原作者書き下ろしペーパーが特典としてつく場合がある。（発売日から特典の在庫が無くなるまでの間に限る）
カバーをとると「ナツのお料理BONBON」と題した秀治と奈津の四コマが描かれている（ムービックHPで期間限定に流されるドラマCDのCMはこれを元にしている）。
カバーの折り返しには、必ず童話もののコスプレをした秀治＆奈津が描かれている（奈津が女装をしている）。
全巻表紙は、秀＆ナツ。裏表紙は1巻～3巻までが秀＆ナツ、4巻が秋吉兄弟、5巻が小野＆ハル。

## ドラマCD
- 第1巻　（2005年3月26日）
- 第2巻　（2005年11月25日）
- 第3巻　（2007年4月27日）

全員サービス
- ワガママだけど愛しくて〜眠れる森のナツ〜

アニメイト・ムービックで購入すると、各巻に特典としてクリアファイルがもらえる（発売日から特典の在庫が無くなるまでの間に限る）。

## 公式サイト
- 我楽多増刊号
- 角川書店HP
- ムービック第6課 motto!entartainmentHP